# Walter Baldwin Spencer
Walter Baldwin Spencer (Stretford, 23 giugno 1860 – Isola Hoste, 14 luglio 1929) è stato un biologo e antropologo britannico.

## Biografia
Figlio di Reuben Spencer e Martha Circuit, studiò al Owens College di Manchester e ottenne un baccellierato in Scienze all'Exeter College di Oxford. Sposò Mary Elizabeth Browman nel gennaio 1887, dalla quale avrà una figlia.
Nel 1885 divenne l'assistente di Henry Nottidge Moseley (1844-1891). Entrò al Lincoln College nel 1886. Nel 1887, si trasferì in Australia, dove ottenne un posto alla cattedra di biologia dell'Università di Melbourne, occupazione che manterrà fino al suo ritiro nel 1919, anno nel quale gli venne assegnato il titolo onorifico di professore emerito. Divenne membro della Royal Society nel 1900. Nel 1894, partecipò alla spedizione Horn nel centro dell'Australia come zoologo e fotografo. Nel 1899, divenne direttore onorario del Museo nazionale del Victoria. Fu l'autore di numerose ricerche sulla fauna, la flora e i popoli d'Australia.
Tra le varie opere da lui scritte, ricordiamo The Native Tribes of Central Australia (Le Tribù Indigene dell'Australia Centrale; insieme a Francis James Gillen - 1855-1912 -, 1899), Guide to the Australian Ethnographical Collection (Guida alla Collezione Etnografica Australiana; 1901, 1922), The Northern Tribes of Central Australia (Le Tribù Settentrionali dell'Australia Centrale; 1904), Native Tribes of the Northern Territory of Australia (Tribù Indigene del Territorio del Nord dell'Australia; 1914), The Arunta: a Study of a Stone Age People (Gli Arunta: Studio su un Popolo dell'Età della Pietra; 1927) e Wanderings in Wild Australia (1928).